# 阿尔弗雷多·古佐尼

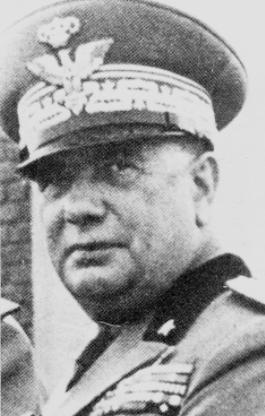
阿尔弗雷多·古佐尼

阿尔弗雷多·古佐尼（義大利語：Alfredo Guzzoni，1877年4月12日—1965年4月15日），意大利军官，曾参加过第一次世界大战和第二次世界大战。
出生在意大利曼托瓦。第一次世界大战期间，加入意大利皇家军队作战。第二次意大利埃塞俄比亚战争以后，古佐尼被任命为厄立特里亚总督，任期自1936年5月至1937年4月。
1939年，古佐尼在意大利入侵阿尔巴尼亚战争中扮演重要角色，担任总指挥官。
1940年，意大利参加第二次世界大战，古佐尼被任命为第四军的总司令，并参加入侵法国。
1940年11月29日，古佐尼继乌巴尔多·索杜之后，担任战争次长、最高参谋部副总参谋长。
1943年，古佐尼为第六军总指挥官，驻守西西里，在西西里岛战役中抗击盟军入侵。意德盟军抵抗了37天后撤离了该岛。
1943年9月意大利签订停战协定后，意大利社会共和国的士兵逮捕了他。原本准备要把他处决，但纳粹德国的一些军官赞赏他在西西里抗击盟军时扮演的角色，因而救了他。